# Colombier
Colombier (рус. Коломбье) — французское музыкальное издательство в Париже. Основано в 1838 году Жаном Ф. Коломбье (Jean F. Colombier), который купил фирму у Александра Пети (Alexandre Petit). В 1892 году издательство было приобретено Эмилем Галле (Émile Alexis Gallet, 1855—1934), с апреля стало выпускать ноты под его именем, сохранив прежний адрес по крайней мере до 1950-х гг.
В числе изданных Коломбье произведений — «Садовник и хозяин» Делиба, «Геркуланум» Фелисьена Давида, «Дива» и «Разбойники» Оффенбаха.
С 1862 года по приблизительно 1882 в Париже также действовало издательство Марселя Коломбье (Marcel Colombier), которое не стоит путать с этим.

## Названия и адреса

### Названия
- Colombier

### Адреса
- Paris, 6 Rue Vivienne, au coin du Passage Vivienne (1838—1851)
- Paris, 6 Rue Vivienne, au coin de la Galerie Vivienne (1875—1878)
- Paris, 6 Rue Vivienne, & 72 Passage Vivienne (1851—1892(?))